# Florian Breitenberger
Florian Breitenberger (* 11. November 1983 in Meran) ist ein italienischer Naturbahnrodler. Im Einsitzer gewann er drei Weltcuprennen und erreichte dreimal den dritten Platz im Gesamtweltcup. Ab der Saison 2009/2010 startete er auch im Doppelsitzer. Im Jahr 2001 wurde Breitenberger Junioreneuropameister im Einsitzer. Bei Weltmeisterschaften gewann er 2013 mit der Mannschaft und 2015 im Einsitzer die Bronzemedaille.

## Karriere
Breitenberger nimmt seit dem Winter 1999/2000 an Weltcuprennen im Einsitzer teil. In seiner ersten Saison fuhr er dreimal unter die besten zehn und belegte im Gesamtklassement den 15. Platz. Am Ende der Saison 2000/2001 kam er erstmals unter die besten fünf und er verbesserte sich im Gesamtweltcup auf Rang neun. Seit 2000 startet er auch bei den Titelkämpfen in der Allgemeinen Klasse. Bei der Weltmeisterschaft 2000 in Olang fuhr er nur auf Platz 18, ein Jahr später erzielte er bei der Weltmeisterschaft 2001 in Stein an der Enns den sechsten Platz und bei der Europameisterschaft 2002 in Frantschach wurde er Neunter. Bessere Ergebnisse erreichte er bei den Juniorenwelt- und Europameisterschaften, wo er 2001 die Goldmedaille und 2002 sowie 2003 jeweils Silber gewann. Zudem wurde er 2001 Italienischer Juniorenmeister im Einsitzer.
Am 20. Januar 2002 feierte Breitenberger in Hüttau seinen ersten Weltcupsieg, nachdem er zuvor noch nie unter die besten drei kam. In der Saison 2001/2002 blieb dies sein einziger Podestplatz und er belegte im Gesamtweltcup den sechsten Platz. Den nächsten Winter begann der Italiener mit einem dritten Platz im Parallelrennen von Völs, fuhr aber in allen weiteren Rennen nicht mehr unter die besten fünf und belegte im Gesamtklassement Rang sieben. Auch in der Saison 2003/2004 kam er nie unter die besten fünf und fiel in der Endwertung auf Platz elf zurück. Bei der Weltmeisterschaft 2003 in Železniki wurde er Fünfter und bei der Europameisterschaft 2004 in Hüttau Neunter.
In der Saison 2004/2005 konnte sich Breitenberger deutlich verbessern. Er erreichte drei zweite und einen dritten Platz und damit hinter seinen Teamkollegen Anton Blasbichler und Martin Psenner den dritten Rang im Gesamtweltcup. Bei der Weltmeisterschaft 2005 in Latsch verfehlte er nur um drei Hundertstelsekunden die Medaillenränge. Am 22. Januar 2006 gelang dem Italiener in Olang sein zweiter Weltcupsieg und mit weiteren zwei Podestplätzen erreichte er in der Saison 2005/2006 wie im Vorjahr den dritten Platz im Gesamtweltcup. Bei der Europameisterschaft 2006 in Umhausen verpasste er wieder nur knapp eine Medaille.
Ein dritter Platz in Moos in Passeier war Breitenbergers bestes Ergebnis in der Saison 2006/2007, weshalb er sich im Gesamtweltcup um zwei Plätze auf Rang fünf verschlechterte. In der Saison 2007/2008 gelang ihm in Umhausen wieder ein Sieg und er erreichte zum dritten Mal den dritten Platz im Gesamtweltcup. Auf den zweitplatzierten Gerald Kammerlander fehlte ihm diesmal nur ein Punkt. Bei der Weltmeisterschaft 2007 in Grande Prairie wurde Breitenberger Fünfter im Einsitzer und Sechster im Mannschaftswettbewerb und bei der Europameisterschaft 2008 in Olang belegte er Platz sieben im Einsitzer.
In der Saison 2008/2009 konnte Breitenberger nur die ersten drei Rennen bestreiten, bei denen sein bestes Resultat ein vierter Platz in Unterammergau war. Die restliche Saison musste er verletzungsbedingt pausieren, daher fehlte er auch bei der Weltmeisterschaft im Passeier. Im Winter 2009/2010 bestritt er nur zwei Weltcuprennen im Einsitzer, die er auf den Plätzen zwölf und sieben beendete. Seit Mitte der Saison startet er gemeinsam mit David Mair auch im Doppelsitzer. In ihren drei Weltcuprennen erreichten sie als bestes Resultat einen vierten Platz in Latzfons und damit Platz neun im Gesamtweltcup. Das Duo nahm auch an der Europameisterschaft 2010 in Sankt Sebastian teil und belegte den siebenten Platz im Doppelsitzer und Rang vier im Mannschaftswettbewerb. Im Einsitzer war Breitenberger bei der EM nicht am Start.
In der Saison 2010/2011 nahm Breitenberger im Einsitzer und mit David Mair im Doppelsitzer an jeweils drei der sechs Weltcuprennen teil. Das beste Ergebnis war jeweils ein sechster Platz in Kindberg. Im Einsitzer-Gesamtweltcup belegte er Platz 17 und im Doppelsitzer-Gesamtweltcup wie im Vorjahr Rang neun. Bei der Weltmeisterschaft 2011 in Umhausen wurde Breitenberger Sechster im Einsitzer und zusammen mit David Mair jeweils Fünfter im Doppelsitzer und im Mannschaftswettbewerb. Weil David Mair im nächsten Winter an keinen Wettkämpfen teilnahm, startete Breitenberger in der Saison 2011/2012 nur im Einsitzer. Er gewann die Gesamtwertung des Europacups (früher Interkontinentalcup), bestritt zwei Weltcuprennen und erreichte beim Weltcupfinale in Umhausen den vierten Platz. Bei der Europameisterschaft 2012 war er nicht am Start.

## Erfolge

### Weltmeisterschaften
- Olang 2000: 18. Einsitzer
- Stein an der Enns 2001: 6. Einsitzer
- Železniki 2003: 5. Einsitzer
- Latsch 2005: 4. Einsitzer
- Grande Prairie 2007: 5. Einsitzer, 6. Mannschaft
- Umhausen 2011: 6. Einsitzer, 5. Doppelsitzer, 5. Mannschaft
- Deutschnofen 2013: 3. Mannschaft, 7. Einsitzer
- Sankt Sebastian 2015: 3. Einsitzer
- Vatra Dornei 2017: 9. Einsitzer

### Europameisterschaften
- Frantschach 2002: 9. Einsitzer
- Hüttau 2004: 9. Einsitzer
- Umhausen 2006: 4. Einsitzer
- Olang 2008: 7. Einsitzer
- St. Sebastian 2010: 7. Doppelsitzer, 4. Mannschaft
- Moos in Passeier 2016: 9. Einsitzer

### Juniorenweltmeisterschaften
- Hüttau 1999: 13. Einsitzer
- Gsies 2002: 2. Einsitzer

### Junioreneuropameisterschaften
- Umhausen 2000: 5. Einsitzer
- Tiers 2001: 1. Einsitzer
- Kreuth 2003: 2. Einsitzer

### Weltcup
- 3× 3. Platz im Einsitzer-Gesamtweltcup in den Saisonen 2004/2005, 2005/2006 und 2007/2008
- 15 Podestplätze, davon 3 Siege:

| Datum           | Ort      | Land       | Disziplin |
| --------------- | -------- | ---------- | --------- |
| 20. Januar 2002 | Hüttau   | Österreich | Einsitzer |
| 22. Januar 2006 | Olang    | Italien    | Einsitzer |
| 13. Januar 2008 | Umhausen | Italien    | Einsitzer |